# كف كوغلان
كف كوغلان (بالإنجليزية: Kev Coghlan)‏ مواليد 23 يونيو 1988 في برث، هو متسابق دراجات نارية بريطاني. نافس في سباقات بطولة العالم لفئة 125 سي سي. كما شارك في بطولة العالم للسوبرسبورت.

## روابط خارجية
- كف كوغلان على موقع MotoGP.com (الإنجليزية)
- كف كوغلان على موقع WorldSBK.com (الإنجليزية)